# 紀元前200年
紀元前200年（きげんぜん200ねん）は、ローマ暦の年である。ローマ建国紀元554年、プブリウス・スルピキウス・ガルバ・マクシムスとガイウス・アウレリウス・コッタの年。

## 他の紀年法
- 干支 : 辛丑
- 日本
  - 孝元天皇15年
  - 皇紀461年
- 中国
  - 前漢 : 高祖7年
- 朝鮮
  - 檀紀2134年
- 仏滅紀元 : 345年
- ユダヤ暦 : 3561年 - 3562年

## できごと

### 地中海世界
- ロドス島がマケドニア王国に勝利してクレタ島北部を領有し、クレタ島戦争が集結する。

#### 共和政ローマ
- コンスル（執政官）のガルバがアンティゴノス朝マケドニア王国のピリッポス5世との戦争を担当[1]（アッタロス朝ペルガモン王国とロドス島が連合し、第二次マケドニア戦争が始まる。- 紀元前197年）。
- プラエトル（法務官）のルキウス・フリウス・プルプレオがガリア・キサルピナの反乱を鎮圧、凱旋式を挙行する[1]（「クレモナの戦い）。
- プロコンスル（執政官代理）のルキウス・コルネリウス・レントゥルスが帰国、小凱旋式を挙行する[2]。
- ローマのレガトゥス（使節）が地中海諸国やカルタゴ、ヌミディアに派遣される[3]。
- ウェヌシアに植民が追加される[4]。

### 古代オリエント
- 一説に紀元前200年頃、グレコ・バクトリア王国の第3代国王エウテュデモス1世が死去し、一子・デメトリオス1世が即位する。

### 東アジア
- 前漢丞相・蕭何の主導、少府・陽城延の指揮の下で、都・長安の南西部にて未央宮が建設着工される。
- 匈奴が前漢の西側国境付近に出現。
- 白登山の戦い ：匈奴軍が前漢の劉邦軍を白登山（中国語版）で包囲する。

### 南アメリカ
- 北西部のチャビン文化が滅びる。
- 北西部でナスカ文化が隆盛。
- 紀元前200年頃、北西部のチチカカ湖近郊で、プレ・インカ期の都市としてティワナクが興る（ティワナク1期の始まり）。

### その他の地域
- 紀元前200年前後の時代、マダガスカル島に生息していた3種類のカバ属が絶滅する。乱獲が原因であると推定されている[5]。

## 誕生
- 公孫弘、前漢の人物（+ 紀元前121年）
- 賈誼、前漢時代の政治思想家・文筆家（+ 紀元前168年）
- 劉章、前漢前期の皇族（+ 紀元前177年）